# Taiji (músico)
Taiji Sawada (沢田 泰司, Sawada Taiji) (Ichikawa, 12 de julho de 1966 - Saipan, 17 de julho de 2011) foi um músico e compositor japonês, conhecido por ter feito parte da banda X Japan como baixista.

## Carreira
Foi baixista da banda X Japan de 1986 até 1992. Após a saída do X e da banda Loudness formou um supergrupo chamado D.T.R, que acabou em 1996 após a saída do vocalista.

## Vida pessoal
Taiji Sawada nasceu em Ichikawa, prefeitura de Chiba, Japão, em 12 de julho de 1966. Era o segundo de três filhos. Sua irmã mais nova, Masayo, é uma cantora, conhecida como Sister MAYO. Ele sofria de epilepsia.
Inspirado por bandas como Queen e The Beatles, ele começou a tocar a guitarra de seu pai na época do ensino médio.
Em 1989 Taiji casou-se, porém se divorciou em 1995. Após o divórcio, permaneceu sem-teto por um tempo.

## Morte
Em 11 de julho de 2011, embarcou no vôo 298 da Delta Air Lines Japão em destino a Saipan, nas Ilhas Marianas do Norte. Foi preso após perder o controle, bater na janela da aeronave e agredir uma comissária de bordo. Em 14 de julho, foi encontrado enforcado com lençóis em sua cela e levado para uma UTI local. Taiji sofreu morte cerebral e ficou em coma até sua família permitir que fossem desligados os aparelhos de suporte à vida em 17 de julho.